# Bruchidius villosus
Bruchidius villosus är en skalbaggsart som först beskrevs av Fabricius 1792.  Bruchidius villosus ingår i släktet Bruchidius och familjen bladbaggar. Arten är reproducerande i Sverige. Inga underarter finns listade i Catalogue of Life.